# Рисовые террасы

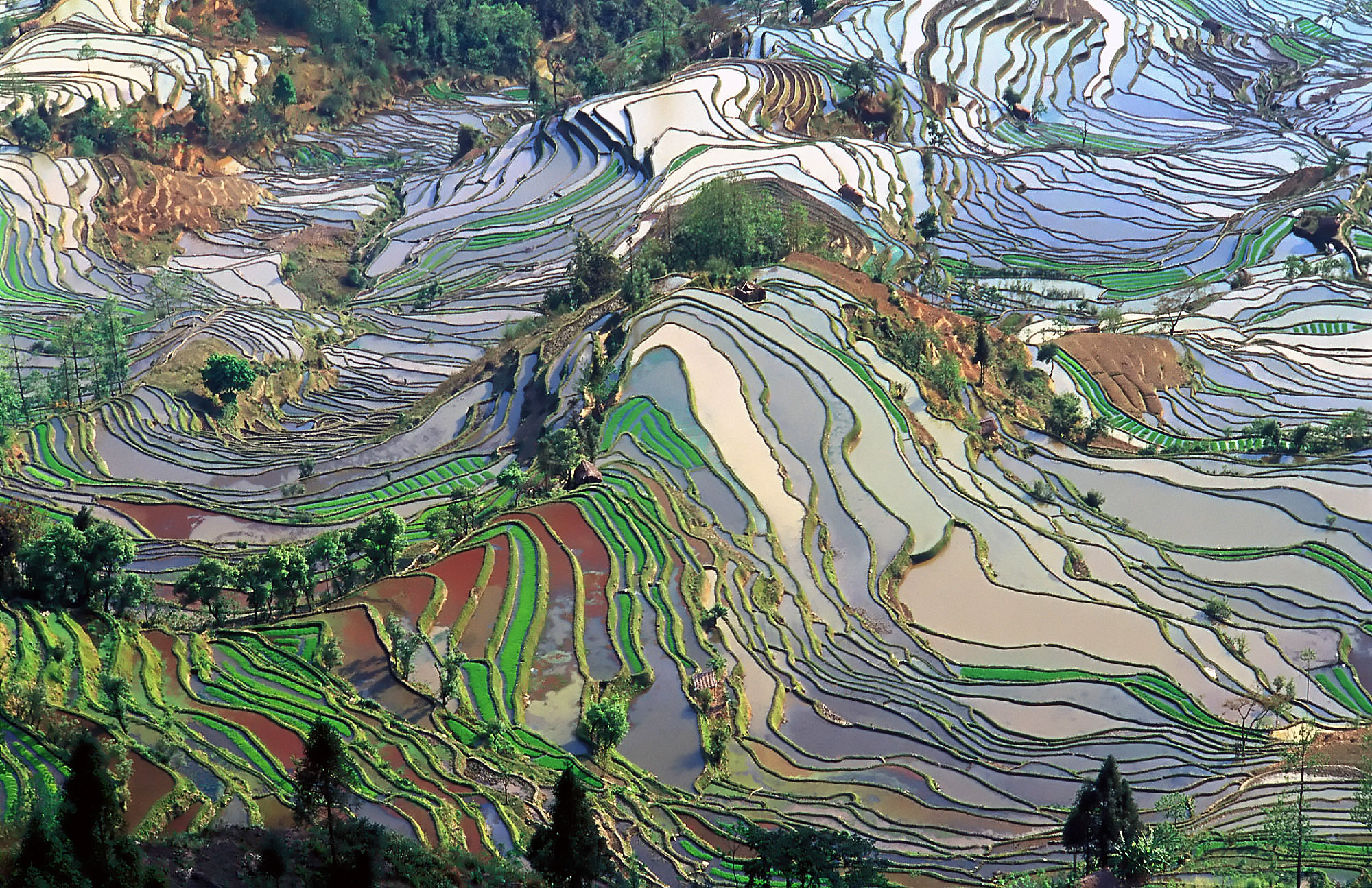
Рисовые террасы в китайской провинции Юньнань

Рисовые террасы — расположенные на вертикальных террасах рисовые поля, в основном в странах Восточной Азии (Китае, Японии, Вьетнаме, на Филиппинах), где они являются традиционной частью пейзажа. Эти поля исторически играют огромную роль в обеспечении населения соответствующих стран продовольствием. Некоторые из них занесены в список объектов всемирного наследия ЮНЕСКО.

## Возделывание риса
Рис любит воду, поэтому террасы, на которых он растёт, обильно обводнены. Воду для противодействия сорнякам и повышения урожайности на проливных полях держат в течение всего вегетационного периода. Сбор риса на террасах исторически происходил вручную. Сегодня во многих странах культивирование и обработка риса перед его потреблением или продажей частично механизированы.